# Штендаль (район)
Штендаль (нім. Stendal) — район у Німеччині, у складі федеральної землі Саксонія-Ангальт. Адміністративний центр — місто Штендаль.

## Населення
Населення району становить 109 746 осіб (станом на 31 грудня 2021).

## Адміністративний поділ
Район складається з 6 самостійних міст, а також 19 міст і громад (нім. Gemeinden), об'єднаних в 3 об'єднання громад (нім. Verbandsgemeinden).
Дані про населення наведені станом на 31 грудня 2021.
| Самостійні міста: 1. Бісмарк (8057) 2. Гафельберг (6397) 3. Остербург (9500) 4. Тангермюнде (10350) 5. Тангергютте (10544) 6. Штендаль (38359) |

| Об'єднання громад: Зірочками (*) позначені центри об'єднань громад Арнебург-Гольдбек 1. Айхштедт (872) 2. Арнебург (місто) (1461) 3. Вербен (місто) (986) 4. Гассель (915) 5. Гольдбек * (1409) 6. Гоенберг-Круземарк (1194) 7. Іден (761) 8. Рохау (988) | Ельбе-Гафель-Ланд 1. Вуст-Фішбек (1221) 2. Зандау (місто) (829) 3. Камерн (1212) 4. Кліц (1819) 5. Шенгаузен * (2128) 6. Шоллене (1104) Зеегаузен 1. Аланд (1324) 2. Альтмеркіше-Гее (1810) 3. Альтмеркіше-Віше (840) 4. Зеегаузен (місто)* (4808) 5. Церенталь (858) |